# عدنان أحمد
عدنان أحمد (7 يونيو 1984 في المملكة المتحدة - ) هو لاعب كرة قدم باكستاني في مركز الوسط. شارك مع منتخب باكستان لكرة القدم. أما مع النوادي، فقد لعب مع بورت فايل ونادي أبو مسلم خراسان ونادي ترانمير روفرز لكرة القدم ونادي فيرينتسفاروشي وهدرسفيلد تاون ونادي مانسفيلد تاون ونادي نيلسون وDroylsden F.C. ‏ ونادي برادفورد بارك أفنيو.

## وصلات خارجية
- عدنان أحمد على موقع قاعدة بيانات كرة القدم.إي يو (الإنجليزية)
- عدنان أحمد على موقع ناشيونال فوتبول تيمز (الإنجليزية)
- عدنان أحمد على موقع Soccerbase.com (لاعب) (الإنجليزية)
- عدنان أحمد على موقع Soccerway.com (الإنجليزية)
- عدنان أحمد على موقع عالم كرة القدم.نت (الإنجليزية)